# お前の涙を俺にくれ
「お前の涙を俺にくれ」（おまえのなみだをおれにくれ）は、2006年7月26日に発売された前田有紀の7枚目のシングル。

## 収録曲
1. お前の涙を俺にくれ（4分45秒）
作詞：星野哲郎／作曲：榊薫人／編曲：南郷達也
2. 風海峡（4分49秒）
作詞：峰崎林二郎／作曲：榊薫人／編曲：南郷達也
3. お前の涙を俺にくれ (オリジナル・カラオケ)
4. 風海峡 (オリジナル・カラオケ)